# Gallehus-hoorns

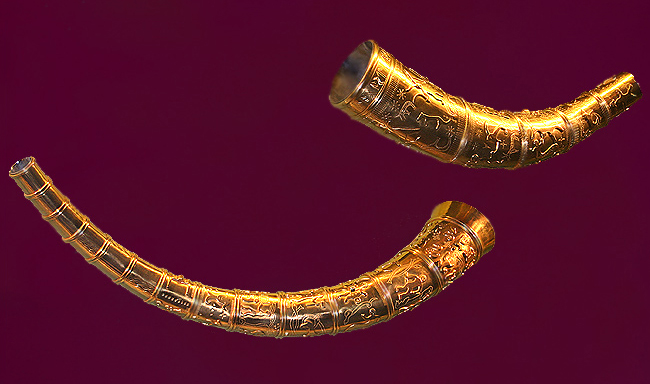
Reproducties van de Gallehus-hoorns in het Nationaal Museum van Denemarken.

De Gallehus-hoorns waren twee gouden hoorns die nabij Gallehus in Denemarken in 1639 en 1734 als depotvondst bij toeval werden gevonden. 
De hoorns stamden uit de 5e eeuw, de zogenaamde Germaanse ijzertijd. Na de vondst kwamen de hoorns in het bezit van de koning, die ze tentoonstelde. De eerste hoorn was 87 centimeter lang en woog 3,2 kg, de tweede was 55 centimeter lang en woog 3,7 kg. De hoorns bestaan niet meer; in 1802 stal een goudsmid ze uit het Nationaal Museum in Kopenhagen en smolt ze om. Er zijn wel nog sieraden teruggevonden die waarschijnlijk uit het goud van de hoorns zijn gemaakt. Over het verlies van de twee bijzondere hoorns werd een gedicht geschreven door de Deense dichter Adam Oehlenschläger.
De hoorns waren versierd met tekeningen van dieren en jagers en hadden waarschijnlijk een religieuze betekenis. De hoorn die in 1734 werd gevonden had ook een inscriptie in Germaans runenschrift, de vroegst bekende van haar soort. Het opschrift luidde "ek hlewagastir holtijar horna tawido", hetgeen zoveel betekent als "Ik, Hlewagastir Holtiar (zoon van Holt), maakte deze hoorn."
In de Noord-Europese mythologie werd de gjallarhoorn als attribuut van de god Heimdalr beschreven. Gjal betekent geel of hel(der gekleurd).